# Spetsès
Spetsès (en grec moderne : Σπέτσες ou Σπέτσαι) est une île grecque du golfe Argolique, située à 2 milles marins (3,7 km) du Péloponnèse et 52 milles marins (96,3 km) du port d'Athènes, le Pirée. Spetsès est souvent considérée comme faisant partie des îles Saroniques, tout comme les voisines de Dokos et Hydra. Ferries et hydroglisseurs assurent plusieurs liaisons quotidiennes avec le Pirée.
L'île de Spetsès forme, avec les petites îles et îlots voisins de Spetsopoula, Falkonéra et Velopoúla, une municipalité indépendante. La localité de Spetsès, qui compte un peu plus de 4 000 habitants, est la principale ville de l'île.

## Histoire
Les premières traces de colonisation de Spetses remontent au Mésolithique, autour de -8000, comme en témoignent les silex trouvés sur le site de Zogeria, au nord-ouest de l'île, sur lequel se trouve une source d'eau douce probablement déjà existante à cette époque. Spetses était alors une presqu'île, reliée à la péninsule continentale de l'Argolide par un isthme.
D'autres traces de colonisation remontant au III millénaire av. J.-C. (Helladique ancien) ont aussi été découverts sur le site d'Agia Marina. Il est probable que les sites de Zogeria et Agia Marina servaient alors de refuge aux bateaux de transport de marchandises. Au Ve siècle av. J.-C., lors de la guerre du Péloponnèse, des observatoires en pierre furent construits au sommet de l’île et sur le site de Zogeria.
L'île de Spetses apparaît dans les écrits de Strabon au Ier siècle av. J.-C. et de Pausanias au IIe siècle sous le nom de « Pityoussa ». Les raids des Goths sur l'Empire romain d'orient entrainèrent l'installation de réfugiés autour de ce qui est maintenant le Vieux Port. Durant la période romaine tardive Spetses est un centre prospère comme en témoigne une basilique datée du Ve siècle avant d'être désertée au Moyen Âge. La bataille de Settepozzi se déroule dans ses environs en 1263.
Au XVIe siècle, des Arvanites venus du Péloponnèse s'installèrent à Spetses sur la hauteur fortifiée de Kastelli, datée de la seconde moitié de ce siècle. La colonisation de l'île par les Arvanites est attribuée par les auteurs locaux modernes à la volonté d'échapper aux Turcs, cependant cette opinion n'est pas soutenue par des indices directs (le repeuplement d'autres îles ayant ainsi été directement encouragé par les autorités ottomanes).
La puissance maritime de l'île se développa à partir du XVIIIe siècle. Lors de la guerre russo-turque de 1768-1774 et de la révolution d'Orloff en 1770, Spetses se rangea aux côtés des Russes contre l'Empire ottoman. En représailles, les Turcs détruisirent le site de Kastelli. Désertée quelques années, l'île fut à nouveau habitée à partir de 1774 par des occupants venant de la côte du Péloponnèse. Le Traité de Küçük Kaynarca de 1774, qui autorisa la libre circulation des vaisseaux russes dans la Méditerranée, permit notamment un nouveau développement d'une flotte importante à Spetses, qui battait pavillon russe, pour établir des routes commerciales avec les pays voisins. Spetses devint alors une des plus grandes puissances commerciales de Grèce.

### Guerre d'indépendance

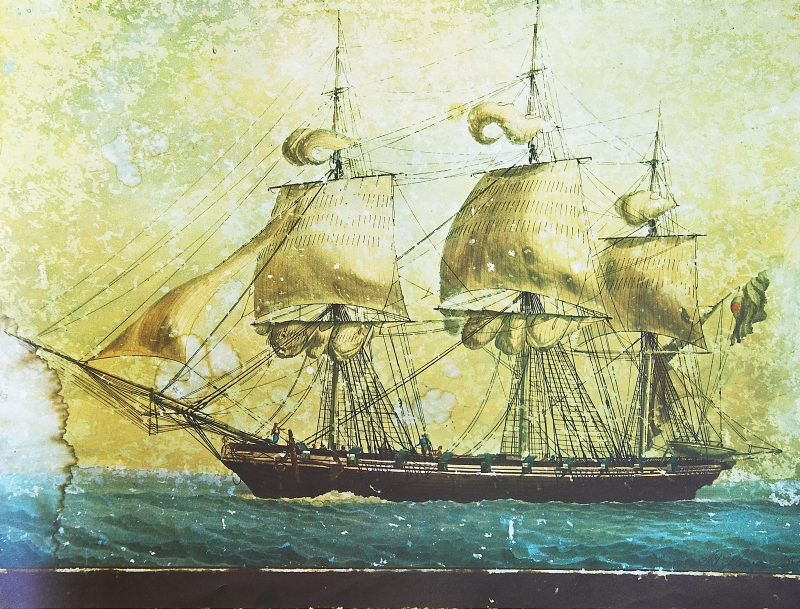
un navire de Spetsès au cours de la guerre d'indépendance

Spetses, patrie de l'héroïne de guerre Bouboulina, est notamment connue pour son rôle majeur dans la guerre d'indépendance grecque (1821-1829). Elle fut une des premières îles grecques à hisser le drapeau révolutionnaire, le 15 avril  1821. Sa flotte commerciale joua un rôle clé dans la guerre maritime aux côtés de celles des îles d'Hydra et Psará. De nombreux vaisseaux de guerre grecs ont été baptisés en mémoire de ces évènements, dont le Spetsai (en) (1890-1920), le destroyer D98 Spetsai (en) (1933-1946) et la frégate F-453 Spetsai (en) (1996-).

#### Bataille de Nauplie
Le 8 septembre (V.S.) 1822, la flotte turque, arrivant de Patras pour secourir Nauplie assiégée par les Grecs depuis le printemps 1821, affronte au large des îlots de Spetsopoula et Trikera les flottes combinées de Spetses, Hydra et Psará. La bataille se solde par le retrait de la flotte turque, et Nauplie, à court de provisions, capitule deux mois et demi plus tard.

## Tourisme

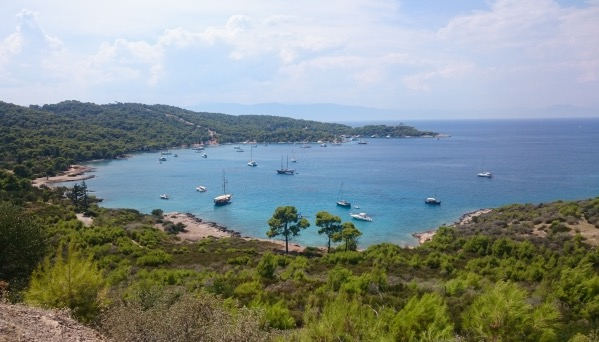
La baie de Petrokaravo Mproupoulo.

En 1899, Sotirios Anargyros, descendant d'une ancienne grande famille d'armateurs spetsiotes, revient sur Spetsès après avoir émigré et fait fortune aux États-Unis dans le tabac. Il achète la moitié de l'île, y replante des pins et se fait construire une grande demeure dans laquelle il invite la haute société grecque pour des parties de chasse à l'oiseau, entre août et octobre. En 1914, il fait bâtir un grand palace, « Le Poseidonion », sur le modèle du Carlton de Cannes (construit en 1911) et du Negresco de Nice (construit en 1912). Il ouvre une route en corniche faisant le tour de l'île, puis une école d'élite pour garçon. Le Grand Hôtel Poseidonion devient rapidement une destination prisée de la haute société d'Athènes. Le roi Constantin[Lequel ?] y a ainsi marié son fils.

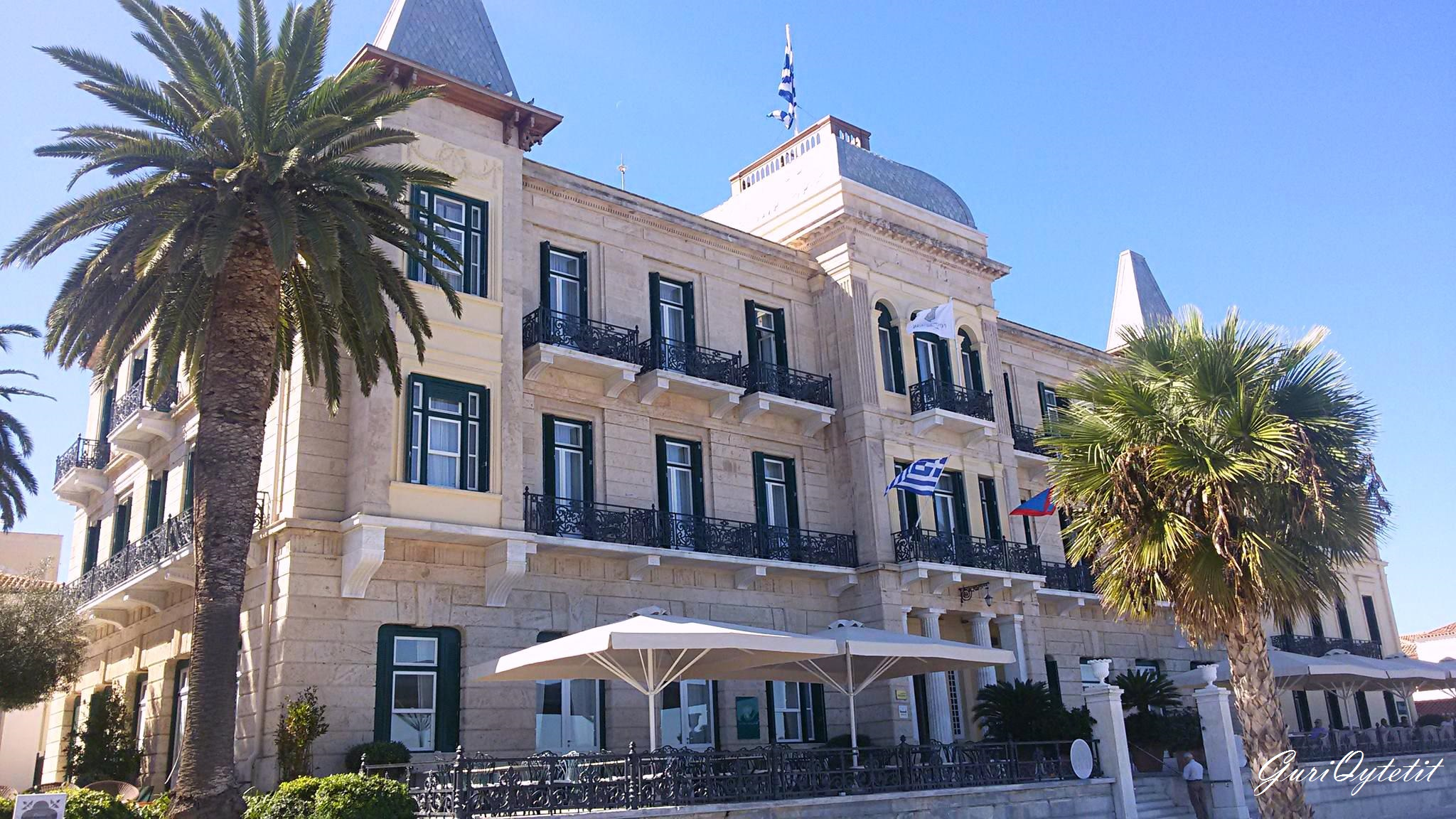
Vue de l'hôtel Poseidonion.

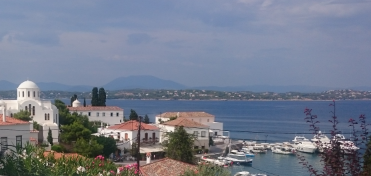
La jetée ouest du Vieux Port.

De grandes familles grecques s'installent bientôt sur l'île et où elles font élever des villas. À la fin des années 1950, Stavros Niarchos rachète notamment la petite île voisine de Spetsopoula et en fait une île privée. Depuis le début des années 2000, Spetses connaît un fort regain d'intérêt, notamment pour son cadre chic, mais simple et calme (les voitures individuelles ne sont pas autorisées). De nombreux bâtiments sont restaurés.
Un aspect inhabituel de Spetses est l'absence de voitures privées sur l'île (elles y sont interdites). Les habitants de Spetses se déplacent principalement à pied, à vélo, à motocyclette, en bateau ou taxi de mer, ou en calèche tirée par cheval.
L'écrivain Michel Déon, qui a vécu plusieurs années à Spetses, a notamment écrit que « cette île vit dans la paix sans nuages ».

### Événements
Chaque année en septembre, le festival de l'Armata commémore la bataille de Nauplie en 1822. Les festivités culminent par la mise à feu d'une réplique d'un vaisseau turc devant Spetses et par de grands feux d'artifice.
Depuis 2010 se tient au début de chaque été la Spetses Classic Yacht Regatta, une régate de vieux gréements.

## Œuvres d'art liées à Spestes

### Romans
- Michel Déon, Le Balcon de Spetsai, Paris, Gallimard, 1961.
- Metin Arditi, La Fille des Louganis, Arles, Acte Sud, 2011
- Michel de Grèce, La Bouboulina, Plon, 1993

### Films
- Tzeni Tzeni (1965) est un film grec tourné presque entièrement à Spetses[14].

- The Lost Daughter (2021) et Glass Onion : Une histoire à couteaux tirés (2022) ont été tournés sur Spetses

## Personnalités liées à Spetses
- Laskarína Bouboulína (1771-1825), héroïne de la guerre d'indépendance grecque.
- Diomidís Kyriákos (1811-1869), homme politique, premier ministre en 1863, né à Spetses.
- Sotirios Anargyros (el) (1849-1918), homme d'affaires.
- Ioánnis Altamoúras (1852-1878), peintre, mort à Spetses.
- Stávros Niárchos (1909-1996), armateur, propriétaire de l'îlot de Spetsopoula.
- Metin Arditi (1945-), physicien et écrivain suisse.
- Jacques Lacarrière (1925-2005), écrivain français spécialiste de la Grèce. Ses cendres ont été dispersés à Spetses.

## Culture et musées
- Musée Bouboulina, dans la maison de Laskarína Bouboulína.